# 柳川堀割物語
《柳川堀割物語》是日本動畫導演高畑勳執導的紀錄片，於1987年公開。

## 概要
電影內容為紀錄福岡縣柳川市當地民眾居住在由運河所架構出的水路網裡的生活百態、以及與運河共處所呈現出的自然人文風情。影片在拍攝時也特別邀請柳川市的環境水路課課長廣松傳先生協助。
作品雖為寫實的紀錄影片，但在部份段落穿插以動畫的方式來表達劇情，並在一些段落引用先前宮崎駿在1984年執導的劇院動畫《風之谷》配樂。
後續在2003年中，《柳川堀割物語》則交由吉卜力工作室重新製成DVD發行。

## 製作人員
- 導演：高畑勳
- 導演助手：宮野隆博
- 製作人：久保進
- 監製：宮崎駿
- 劇本：高畑勳、廣松傳
- 攝影：高橋慎二
- 剪輯：宮野隆博
- 照明：八卷貴
- 原畫：田中敦子、二木真希子
- 美術：山本二三
- 色彩設計：保田道世
- 配樂：宮間芳生
- 錄音：鈴木武夫
- 旁白：加賀美幸子、國井雅比古

## 榮譽
- 1987年第41屆日本電影電視技術協會：電影技術特別獎[2]
- 1987年第42屆每日電影獎：教育文化電影獎[3]